# Circus (ptaki)
Circus – rodzaj ptaków z podrodziny jastrzębi (Accipitrinae) w rodzinie jastrzębiowatych (Accipitridae).

## Zasięg występowania
Rodzaj obejmuje gatunki drapieżne, zamieszkujące Eurazję, Afrykę, Australazję i Amerykę.

## Charakterystyka
Długość ciała 39–61 cm, rozpiętość skrzydeł 90–155 cm; masa ciała samic 254–1080 g, samców 227–740 g. Ptaki te szybują na skrzydłach uniesionych w kształcie litery V. Polują, zataczając powoli kręgi. Zamieszkują tereny otwarte; preferują obszary podmokłe.

## Systematyka

### Etymologia
- Circus: gr. κιρκος kirkos „częściowo mityczny jastrząb”, nazwany tak od jego krążącego lotu, od κιρκος kirkos „krąg”, wspomniany przez wielu autorów klasycznych, a później utożsamiany z błotniakiem zbożowym (por. κιρκη kirkē „ptak”, do którego odwołuje się Aelianus, różni się od κιρκος kirkos, ale nadal nie zidentyfikowany)[12].
- Pygargus: gr. πυγαργος pugargos „jastrząb z białym kuprem”, od πυγη pugē „zad, kuper”; αργος argos biały[12]. Gatunek typowy: Pygargus dispar Koch, 1816 (= Falco cyaneus Linnaeus, 1766).
- Strigiceps: łac. strix, strigis „sowa”; -ceps „-głowy”, od caput, capitis „głowa”[12]. Gatunek typowy: Falco cyaneus Linnaeus, 1758.
- Glaucopterix, Glaucopteryx: gr. γλαυκος glaukos „niebiesko-szary, modry”; πτερυξ pterux, πτερυγος pterugos „skrzydło”[12]. Gatunek typowy: Falco pygargus Linnaeus, 1758.
- Spizacircus: gr. σπιζιας spizias „jastrząb”, od σπιζα spiza „zięba”, od σπιζω spizō „ćwierkać”; πιαζω piazō „chwytać”; rodzaj Circus Lacépède, 1799[12]. Gatunek typowy: Circus macropterus Vieillot, 1816 (= Falco brasiliensis J.F. Gmelin, 1788 (= Falco buffoni J.F. Gmelin, 1788)).
- Spilocircus: gr. σπιλος spilos „plamka”; rodzaj Circus Lacépède, 1799[12]. Gatunek typowy: Circus jardinii Gould, 1838 (= Circus assimilis Jardine & Selby, 1828).
- Pterocircus: gr. πτερον pteron „skrzydło”; rodzaj Circus Lacépède, 1799[12]. Gatunek typowy: Falco pygargus Linnaeus, 1758.
- Eucircus: gr. ευ eu „drobny”; rodzaj Circus Lacépède, 1799[12]. Gatunek typowy: Falco aeruginosus Linnaeus, 1758.
- Melanocircus: gr. μελας melas, μελανος melanos „czarny”; rodzaj Circus Lacépède, 1799[12]. Gatunek typowy: Falco maurus Temminck, 1828.
- Pseudocircus: gr. ψευδος pseudos „fałszywy”; rodzaj Circus Lacépède, 1799[12]. Gatunek typowy: Falco macrourus S.G. Gmelin, 1770.

### Podział systematyczny
Zachodzi potrzeba zbadania relacji zachodzących pomiędzy Circus a Accipiter. Do rodzaju należą następujące gatunki:
- Circus buffoni (J.F. Gmelin, 1788) – błotniak długoskrzydły
- Circus pygargus (Linnaeus, 1758) – błotniak łąkowy
- Circus melanoleucos (Pennant, 1769) – błotniak czarnogłowy
- Circus ranivorus (Daudin, 1800) – błotniak afrykański
- Circus aeruginosus (Linnaeus, 1758) – błotniak stawowy
- Circus approximans Peale, 1848 – błotniak moczarowy
- Circus spilonotus Kaup, 1847 – błotniak wschodni
- Circus maillardi J. Verreaux, 1862 – błotniak malgaski
- Circus macrosceles A. Newton, 1863 – błotniak maskareński – takson wyodrębniony ostatnio z C. maillardi[15][16]
- Circus assimilis Jardine & Selby, 1828 – błotniak plamisty
- Circus maurus (Temminck, 1828) – błotniak czarny
- Circus macrourus (S.G. Gmelin, 1770) – błotniak stepowy
- Circus cyaneus (Linnaeus, 1766) – błotniak zbożowy
- Circus hudsonius (Linnaeus, 1766) – błotniak amerykański – takson wyodrębniony ostatnio z C. cyaneus[17][18]
- Circus cinereus Vieillot, 1816 – błotniak prążkowany